# Xanthippe

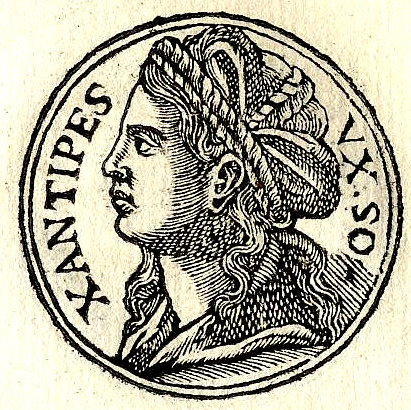
Xanthippe, Promptuarii Iconum Insigniorum (1553) gepubliceerd door Guillaume Rouillé

Xanthippe (hetgeen eigenlijk “Blonde Merrie” betekent) was de (waarschijnlijk) tweede echtgenote van de filosoof Socrates. Ze wordt een paar keer vermeld in het werk van Plato en Xenophon.
Er zijn bepaalde aanwijzingen dat zij Socrates’ tweede vrouw was. Hij is met haar wellicht op latere leeftijd gehuwd, want de drie kinderen uit het huwelijk waren nog niet volwassen toen hun vader op 70-jarige leeftijd stierf.
Volgens de overlevering was zij een lastige en humeurige vrouw, die steeds maar zeurde en Socrates het leven onmogelijk maakte. Deze typering berust waarschijnlijk op een verdraaiing van de feiten door de Cynische School achteraf, of is althans sterk overdreven.

## Naleven
In de moderne tijd hebben verschillende auteurs gepoogd de nagedachtenis van Xanthippe in eer te herstellen, door begrip voor haar moeilijke positie op te brengen. Enkele voorbeelden:
- Marianne Eichhalz, in haar dialoog “Xanthippe verteidigt sich” (1956)
- de Vlaamse auteur Paul Lebeau, in zijn roman “Xanthippe” (1959)
- Dimitri Kollatos, in zijn theatermonoloog “La Femme de Socrate” (1973)

Xantippe
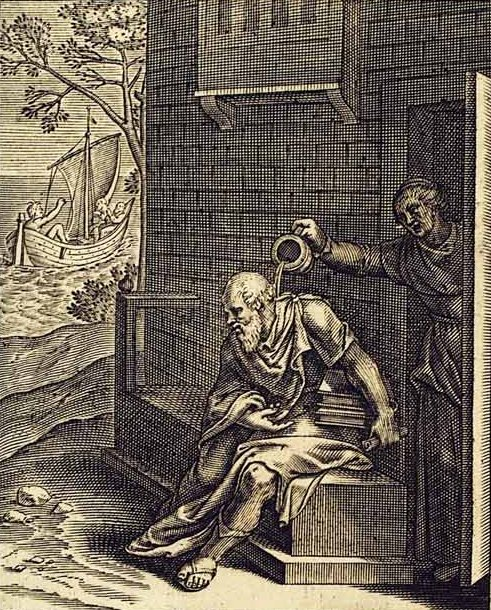
Otto van Veen (1607) Socrates en Xanthippe
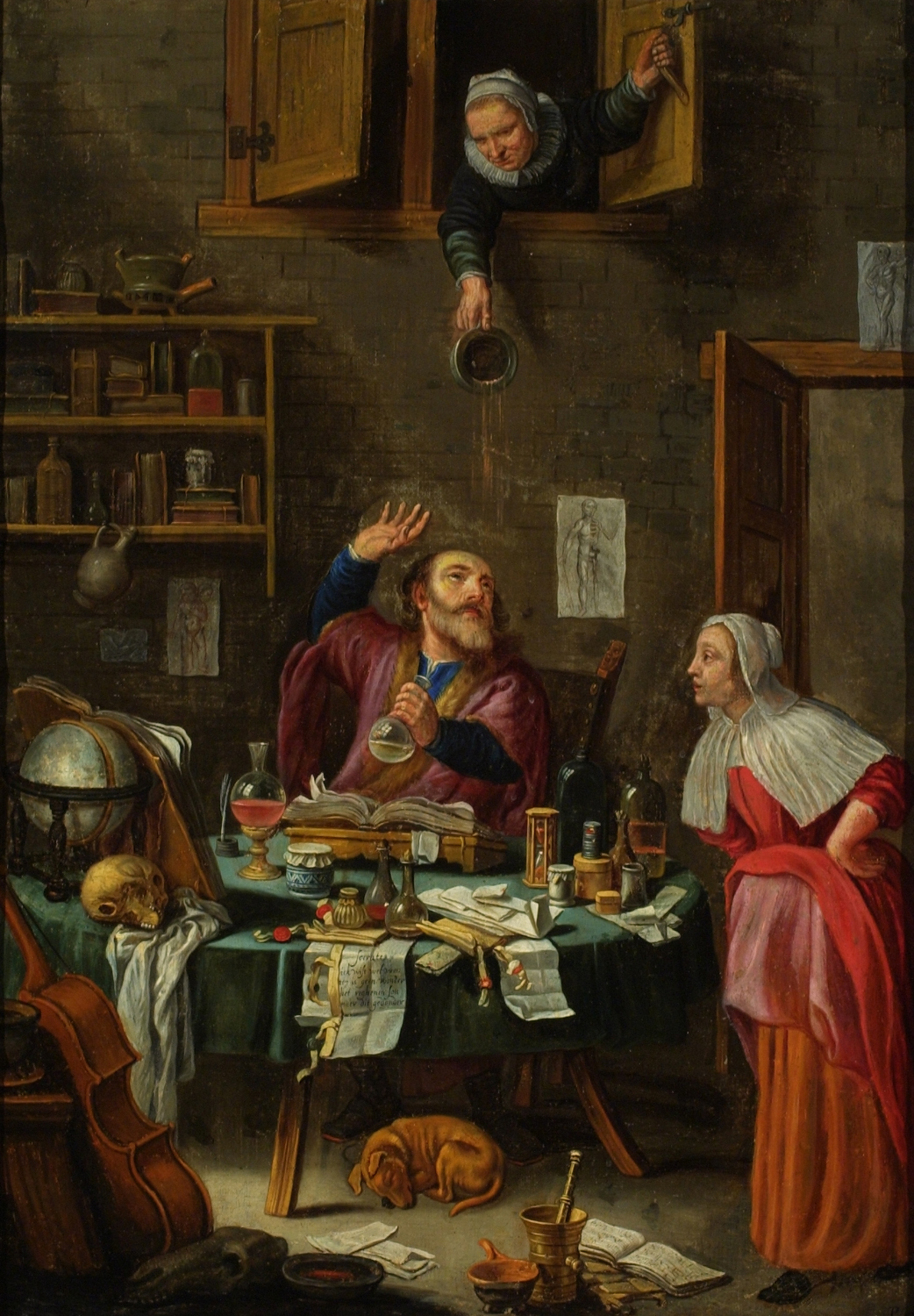
Ick wi[s]t wel vrou ten is geen wonder het reghenen [s]ou naer dit gedonder